# 卡尔·所罗门
卡尔·所罗门（英語：Carl Solomon，1928年3月30日—1993年2月26日）是一位美国作家，艾伦·金斯堡的朋友。他最出名的作品之一是《Report from the Asylum: Afterthoughts of a Shock Patient》。